# Spolina
Spolina è una frazione del comune di Cossato, in provincia di Biella.

## Toponimo
Il nome deriva da uno strumento usato nell'industria tessile.
Infatti nella metà del Novecento le fabbriche di tessuti biellesi hanno raggiunto una notevole notorietà in tutto il mondo, anche con marche tuttora famose.

## Caratteristiche
Nella zona esistono ancora molte aziende agricole.
Presso Spolina la società CORDAR spa Biella Servizi gestisce un importante impianto di depurazione idrica della capacità di 520.000 A.E..